# دید رنگی

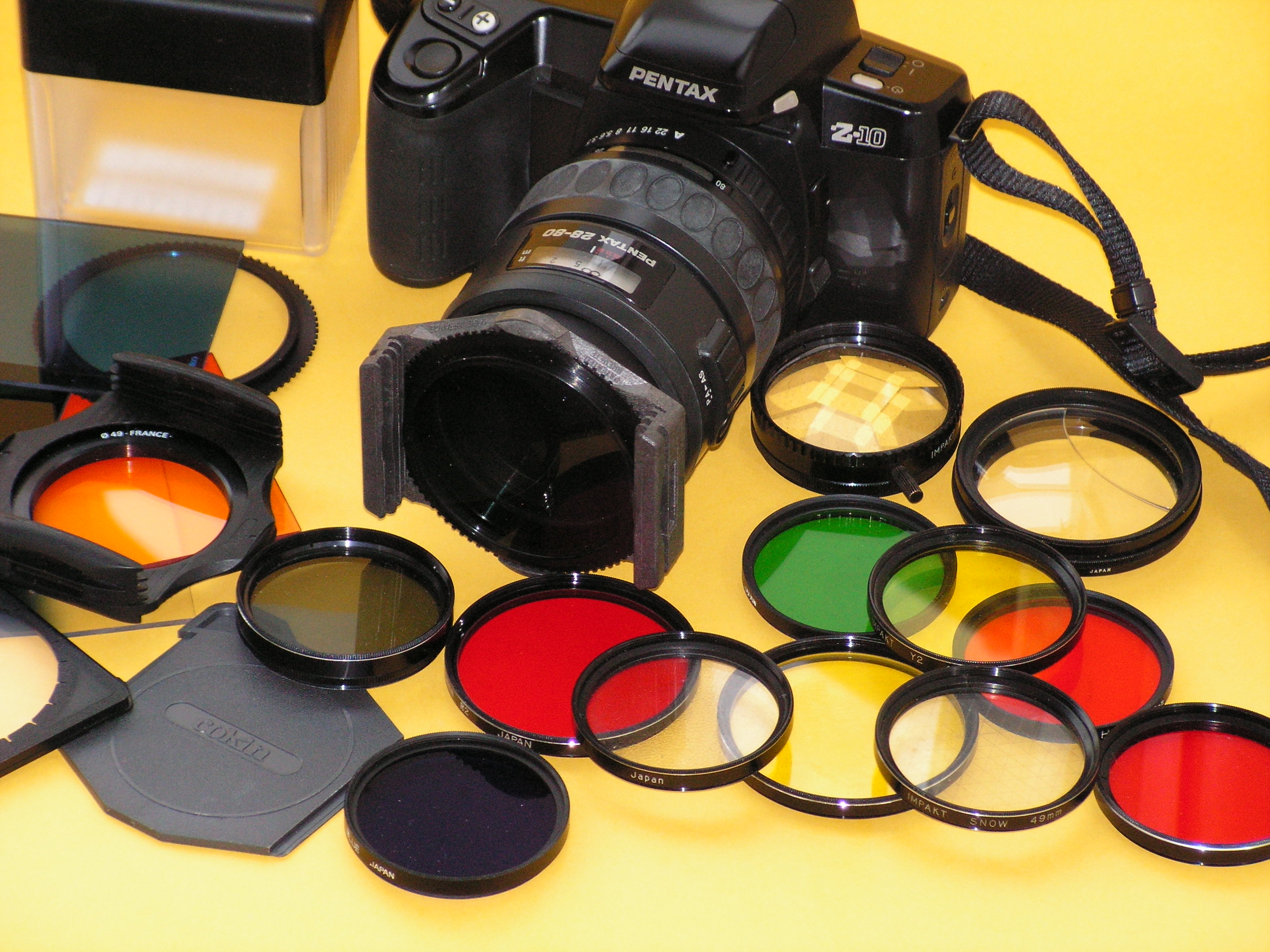
فیلترهای بی‌رنگ، سبز و سرخ که به وسیله دوربین، تصویر (درک) می‌شوند.

دید رنگی (انگلیسی: Color vision) توانایی یک ارگانیسم یا ماشین برای تشخیص اشیا بر اساس طول موج (یا بسامد) از نور بازتابیده، منتشر شده یا انتقال یافته است. رنگ‌ها می‌توانند به روش‌های مختلفی سنجیده یا اندازه‌گیری شوند. چراکه درک یک شخص از رنگ‌ها، فرایندی ذهنی است که طی آن، مغز، در پاسخ به محرک‌های نوری که به انواع مختلفی از یاخته‌های مخروطی در چشم می‌رسد، واکنش نشان می‌دهد. در حقیقت، افراد مختلف، تصویر یکسانی از اشیای روشن یا منبع نور را، به روش‌های مختلف می‌بینند. 